# 胡旦 (萬曆進士)
胡旦（1546年—？），字穉明，號鏡陽，浙江紹興府餘姚縣人，軍籍，明朝政治人物。

## 生平
嘉靖四十年（1561年）辛酉科浙江鄉試第七十六名。萬曆八年（1580年）庚辰科進士第三甲第六十五名。刑部觀政，本年接替宋國相，擔任南直隶常州府宜興縣知縣，萬曆十年（1582年）改应天府学教授。十三年升南京国子监博士，十五年升南京大理寺评事，本年升司正，升南京工部郎中，终养归乡。
萬曆二十五年（1597年）起补刑部郎中，本年升岳州知府，二十八年被准致仕。萬曆三十四年（1606年）起补永州知府，三十五年升湖广副使，三十六年改四川副使。

## 家族
曾祖父胡禮；祖父胡暉，封南京刑部主事 贈都察院右僉都御史；父胡東皐，曾任都察院右僉都御史。母陳氏（封恭人）；前母孫氏（贈恭人）。慈侍下。兄亘、晝、宣、暨、亶、胡翌（奉議大夫按察司佥事）、坦、萱。